# Souhail Belkassem
Souhail Belkassem (Tegelen, 18 januari 1996) is een Nederlands voetballer van Marokkaanse afkomst die als aanvaller voor KVV Zepperen-Brustem speelt.

## Carrière
Souhail Belkassem speelde in de jeugdteams van SC Irene en Fortuna Sittard. Hij maakte zijn debuut in het betaald voetbal op 20 november 2015, in de met 1–4 verloren thuiswedstrijd tegen Sparta Rotterdam. Hij kwam in de 87e minuut in het veld voor Gavin Vlijter. In het seizoen 2015/16 kwam hij tot zeven wedstrijden, maar in het seizoen erna kwam hij niet meer in actie. Halverwege het seizoen, in januari 2017 ging hij voor 1. FC Bocholt in de Oberliga Niederrhein spelen. Na anderhalf jaar keerde hij terug naar Nederland, waar hij bij EVV ging spelen. Hierna was hij nog in het amateurvoetbal actief bij RKSV Minor, het tweede elftal van SV Straelen, FC Esperanza Pelt en KVV Zepperen-Brustem.

## Clubstatistieken
|         |                 |           |                      | Competitie | Competitie | Beker | Beker | Totaal | Totaal |
| Seizoen | Club            | Land      | Competitie           | Wed.       | Dlp.       | Wed.  | Dlp.  | Wed.   | Dlp.   |
| ------- | --------------- | --------- | -------------------- | ---------- | ---------- | ----- | ----- | ------ | ------ |
| 2015/16 | Fortuna Sittard | Nederland | Eerste divisie       | 7          | 0          | 0     | 0     | 7      | 0      |
| 2016/17 | Fortuna Sittard | Nederland | Eerste divisie       | 0          | 0          | 0     | 0     | 0      | 0      |
| 2016/17 | 1. FC Bocholt   | Duitsland | Oberliga Niederrhein | 10         | 2          | 0     | 0     | 10     | 2      |
| 2017/18 | 1. FC Bocholt   | Duitsland | Oberliga Niederrhein | 12         | 1          | 1     | 0     | 13     | 1      |
| 2018/19 | EVV             | Nederland | Derde divisie        | 4          | 0          | 0     | 0     | 4      | 0      |
| Totaal  | Totaal          | Totaal    | Totaal               | 33         | 3          | 1     | 0     | 34     | 0      |